# Lista typów lekkich krążowników United States Navy
W United States Navy lekkie krążowniki miały oznaczenie CL. Zarówno ciężkie krążowniki jak i lekkie były oznaczane CL po roku 1931, co spowodowało luki w numeracji.
| United States Navy                              | United States Navy                                                                                         | United States Navy                            |
| Numer taktyczny1                                | Typ | Lata służby                                   |
| ----------------------------------------------- | --- | --------------------------------------------- |
| CL-1 do CL-3                                    | Chester | 1908–1930                                     |
| Cl-4 do CL-13                                   | Omaha | 1923–1949                                     |
| CL-14                                           | Nie przyznany, przeznaczony dla USS "Chicago"                                                              | Nie przyznany, przeznaczony dla USS "Chicago" |
| CL-15                                           | USS "Olympia"                                                                                              | 1895–1957                                     |
| CL-16 do CL-21                                  | Denver | 1903–1933                                     |
| CL-22                                           | USS "New Orleans"                                                                                          | 1898–1930                                     |
| CL-23                                           | USS "Albany"                                                                                               | 1900–1930                                     |
| CL-40 do CL-43, CL-46 do CL-48                  | Brooklyn                                                                                                   | 1937–1992                                     |
| CL-49 i CL-50                                   | St. Louis                                                                                                  | 1938–1951                                     |
| CL-51 do CL-54                                  | Atlanta | 1941–1959                                     |
| CL-55 do CL-67, CL-76 do CL-94, CL-99 do CL-105 | Cleveland Uwaga:dziewięć krążowników typu Cleveland zostało przerobionych na lotniskowce typu Independence | 1942–1971                                     |
| CL-95 do CL-98                                  | Oakland | 1943–1966                                     |
| CL-106 do CL-118                                | Fargo | 1945–1970                                     |
| CL-119 do CL-121                                | Juneau | 1946–1966                                     |
| CL-144 do CL-147                                | Worcester                                                                                                  | 1948–1970                                     |
| CL-154 do CL-159                                | numery przeznaczone dla krążowników przeciwlotniczych, których budowa została przerwana w 1945 roku        | żaden nie został zbudowany                    |
| CLGN-160 (CGN-160 a następnie CGN-9)            | USS "Long Beach"                                                                                           | 1961–1995                                     |